# Merit Müller
Merit Müller (* 6. September 2000) ist eine deutsche Handballspielerin, die für den HSV Solingen-Gräfrath in der Bundesliga spielt.

## Karriere
Müller begann das Handballspielen im Jahr 2009 beim HSV Troisdorf. In ihrem ersten Jahr in der B-Jugend erreichte sie mit dem HSV Troisdorf das Halbfinale um die Mittelrheinmeisterschaft, anschließend wechselte die Außenspielerin zu Bayer Leverkusen. Mit der Leverkusener A-Jugend gewann sie im Jahr 2018 die deutsche Meisterschaft. Weiterhin lief die Linkshänderin in Leverkusen für die 2. Damenmannschaft in der  3. Liga auf. Im Jahr 2019 wechselte sie zum Zweitligisten HSV Solingen-Gräfrath. Mit dem HSV Solingen-Gräfrath stieg sie im Jahr 2023 in die Bundesliga auf. Im Jahr 2024 trat sie mit dem HSV Solingen-Gräfrath den Gang in die Zweitklassigkeit an.